# Hamlet
Hamlet (în engleză modernă timpurie The Tragicall Historie of Hamlet, Prince of Denmarke) este o tragedie de William Shakespeare. Deși prima reprezentație datează din jurul anului 1600, la Globe Theatre , textul tragediei a fost publicat pentru prima oară doar în 1603.
Din această tragedie provine tirada filozofică: „a fi, sau a nu fi, aceasta e întrebarea”, devenită ulterior celebră și foarte des citată.

## Personaje
- Claudius, regele Danemarcei
- Gertruda, regina Danemarcei, mama lui Hamlet
- Hamlet, fiul fostului rege și nepotul lui Claudius
- Horațio, prietenul lui Hamlet
- Polonius, Principalul Secretar de Stat
- Laertes, fiul lui Polonius
- Ofelia, fiica lui Polonius
- Reynaldo, servitorul lui Polonius
- Rosencrantz și Guildenstern, foști colegi de universitate cu Hamlet
- Marcellus, Barnardo și Francisco, membri ai Gărzii
- Fortinbras, prințul Norvegiei
- Stafia tatăl lui Hamlet

## Hamlet pe scena românească
În 1861, la Teatrul cel Mare din București se joacă pentru prima dată, Hamlet, cu Mihail Pascaly în rolul titular.
În românește, personajul Hamlet a fost interpretat, printre alții, de Mihail Pascaly (1861), Aristide Demetriade (1912), Grigore Manolescu (1891), Constantin Nottara, George Vraca (1941), George Calboreanu, Gheorghe Cozorici (1958), Ștefan Iordache (1974), Ion Caramitru (1985), Adrian Pintea (1996), Adrian Badale (1998), Maricel Iureș (2000). 
În 1963, în traducere de Ștefan Runcuare loc adaptare radiofonică de Mihnea Gheorghiu, regia artistică, Mihai Zirra. În distribuție: Constantin Codrescu, Ludovic Antal, Tanți Cocea, Silviu Stănculescu, Ion Marinescu, Elena Sereda, Willy Ronea, Aurel Ghițescu, Marcel Anghelescu, Teo Partiș, Marius Pepino, Mircea Corbu, Mihai Mateescu, Jean Reder, Jean Lorin Florescu, Ion Iliescu, Ion Anastasiad, Nicky Rădulescu. Muzica originală: Paul Urmuzescu. Regia de studio: Constantin Botez. Regia muzicală: Romeo Chelaru. Regia tehnică: Ion Mihăilescu.